# Qian Xiuling
Acesta este un nume chinezesc; numele de familie este Qian (Tsien).
Qian Xiuling (n. 1912, Yixing⁠(d), Jiangsu, Republica Populară Chineză – d. 1 august 2008, Belgia), numită și Siou-Ling Tsien de Perlinghi, a fost o femeie de știință sino-belgiană care a câștigat o medalie pentru salvarea a aproape 100 de vieți în timpul celui de-al doilea Război Mondial în Belgia. În onoarea ei, o stradă a fost numită după ea și un serial de dramă de șaisprezece episoade a fost realizat despre viața ei pentru televiziunea chineză.

## Viață

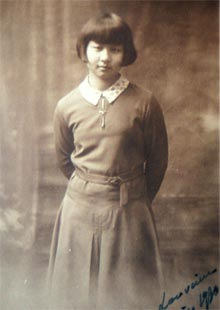
Qian Xiuling în 1930

Qian s-a născut în Yixing, în Provincia Jiangsu, în 1912, într-o familie mare și bine conectată.
În 1929, ea a plecat în Europa pentru a studia chimia în Belgia, la Universitatea catolică din Leuven.
În 1933, s-a căsătorit cu Grégoire de Perlinghi, un medic belgian, după ruperea logodnei cu logodnicul ei chinez, iar cuplul s-a mutat apoi în Herbeumont.
În 1939, o sursă sugerează că ea a călătorit la Paris în speranța de a studia în laboratorul lui Marie Curie, dar (după cum se sugerează) tot echipamentul fusese mutat în Statele Unite din cauza războiului.

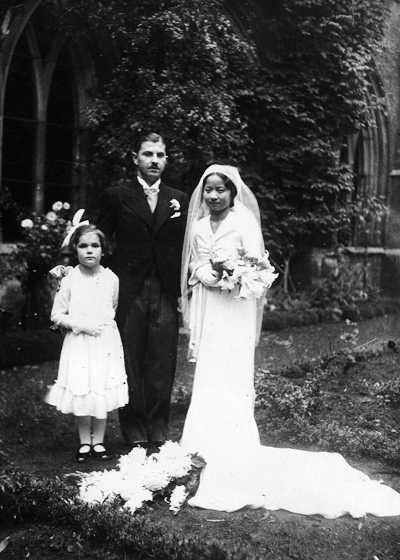
Qian la căsătoria cu Grégoire de Perlinghi în 1933

În iunie 1940, orașul Herbeumont a fost ocupat de armata germană, atunci când un tânăr belgiant a aruncat în aer un tren militar îngropând o mină sub calea ferată. Tânărul a fost condamnat la moarte, dar Qian a realizat că îl cunoștea pe generalul german care era responsabil de Belgia. Ea îl cunoscuse pe Generalul Alexander von Falkenhausen atunci când el lucra în China, ca parte a cooperării sino-germane. Falkenhausen fusese consilier al lui Chiang Kai-shek și a lucrat îndeaproape cu verișorul mai mare al lui Qian, Generalul-Locotenent Qian Zhuolun. Ea i-a scris o scrisoare și a călătorit pentru a se întâlni cu Falkenhausen, care a decis să-și folosească autoritatea pentru a-l cruța pe băiat pe motiv de umanitate.
Pe 7 iunie 1944, Qian a fost contactată din nou, atunci când germanii au luat ca prizonieri 97 de belgieni și i-au condamnat la moarte ca răzbunare pentru trei ofițeri Gestapo uciși în orașul Ecaussinnes din apropiere. În ciuda faptului că era însărcinată cu primul ei copil, ea a călătorit din nou pentru a-l întâlni pe Falkenhausen și l-a rugat să intervină. El a ezitat, dar în cele din urmă a fost de acord să elibereze oamenii, deși era conștient că încălca un ordin. Generalul a fost chemat la Berlin pentru a explica insubordonarea. Falkenhausen a fost cruțat de judecata germană și pedeapsă până la sfârșitul războiului, dar a fost arestat pentru crime de război. El a fost judecat în Belgia, în 1951.
Qian a apărut la proces și a pledat pentru caracterul bun al lui Falkenhausen. El a fost condamnat la doisprezece ani de închisoare pentru executarea de ostatici și deportarea evreilor și a fost deportat în Germania pentru a-și ispăși pedeapsa. După trei săptămâni, pedeapsa minimă conform legii belgiene, el a fost grațiat de către cancelarul german Adenauer și s-a retras, murind în 1966.

## Moștenire
Qian a fost distinsă cu Medalia Belgiană de Recunoștință 1940-1945 de guvernul belgian.
Povestea lui Qian a fost transformată într-un serial chinez de dramă cu șaisprezece episoade, Femeie Chineză Confruntând Pistolul Gestapo, cu Xu Qing în rolul principal. Deși primise medalia de la belgieni după război, nu a povestit nicodată acest fapt familiei sale din China.
În 2003, nepoata lui Qian, Tatiana de Perlinghi, a realizat un film documentar intitulat Ma grand-mère, une héroïne?  (în română Bunica mea, o eroină?).
În 2005, Zhang Qiyue, ambasadorul Chinei în Belgia, i-a mulțumit în timp ce a vizitat casa în care trăia. Soțul ei a murit în 1966. Există o stradă numită Rue Perlinghi în onoarea ei în orașul Ecaussinnes. Un roman scris de Zhang Yawen a fost publicat în 2003, cu titlul în limba engleză Chinese Woman at Gestapo Gunpoint.